# Sărăteni, Hîncești
Sărăteni este un sat din cadrul comunei Cotul Morii din raionul Hîncești, Republica Moldova.

## Demografie

### Structura etnică
Structura etnică a localității conform recensământului populației din 2004:
| Grup etnic                                               | Populație | % Procentaj  |
| -------------------------------------------------------- | --------- | ------------ |
| Băștinași declarați Moldoveni Băștinași declarați Români | 18 592    | 2,91% 95,64% |
| Ucraineni                                                | 3         | 0,48%        |
| Ruși                                                     | 2         | 0,32%        |
| Găgăuzi                                                  | 1         | 0,16%        |
| Bulgari                                                  | 1         | 0,16%        |
| Țigani                                                   | 1         | 0,16%        |
| Alții                                                    | 1         | 0,16%        |
| Total                                                    | 619       |              |